# برناردو بلوتو

منظرهٔ ورشو از پنجرهٔ کاخ سلطنتی، نام اثری است از برناردو بلوتو، نقاش ایتالیایی که در سال ۱۷۷۳ میلادی، با تکنیک رنگ روغن روی بوم خلق شد. اثر منظرهٔ شهر ورشو، لهستان را در ساعت طلایی از پنجرهٔ دژ پادشاهی، ورشو به‌تصویر کشیده‌است. این اثر اکنون در مالکیت موزه ملی لهستان قرار دارد.

برناردو بلوتو (انگلیسی: Bernardo Bellotto؛ ۳۰ ژانویه ۱۷۲۱ – ۱۷ نوامبر ۱۷۸۰) نقاش اهل ایتالیا بود.
بیشتر آثار وی در زمینه منظره‌نگاری و چهره انسان‌ها بوده‌است.

## نگارخانه

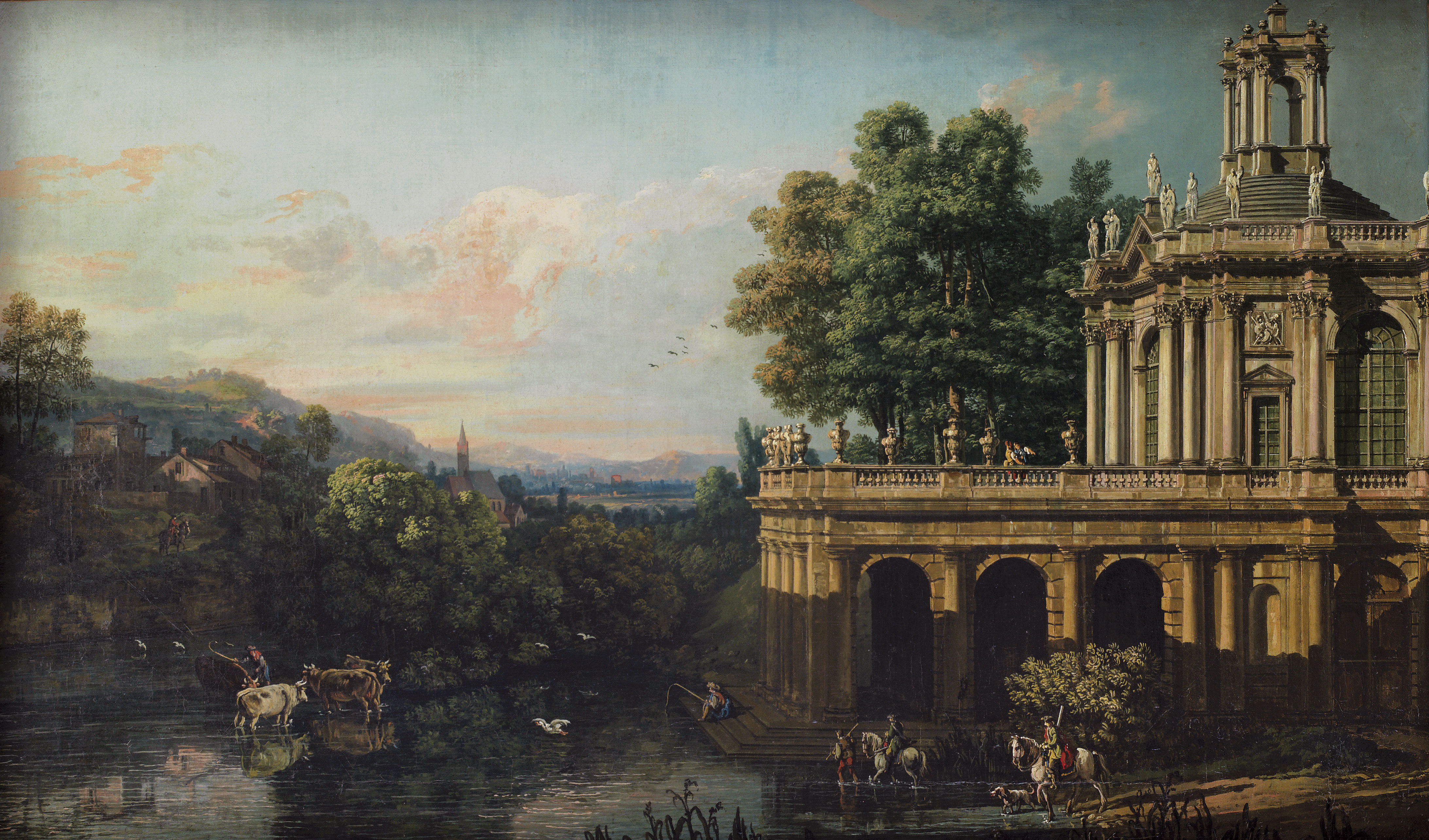
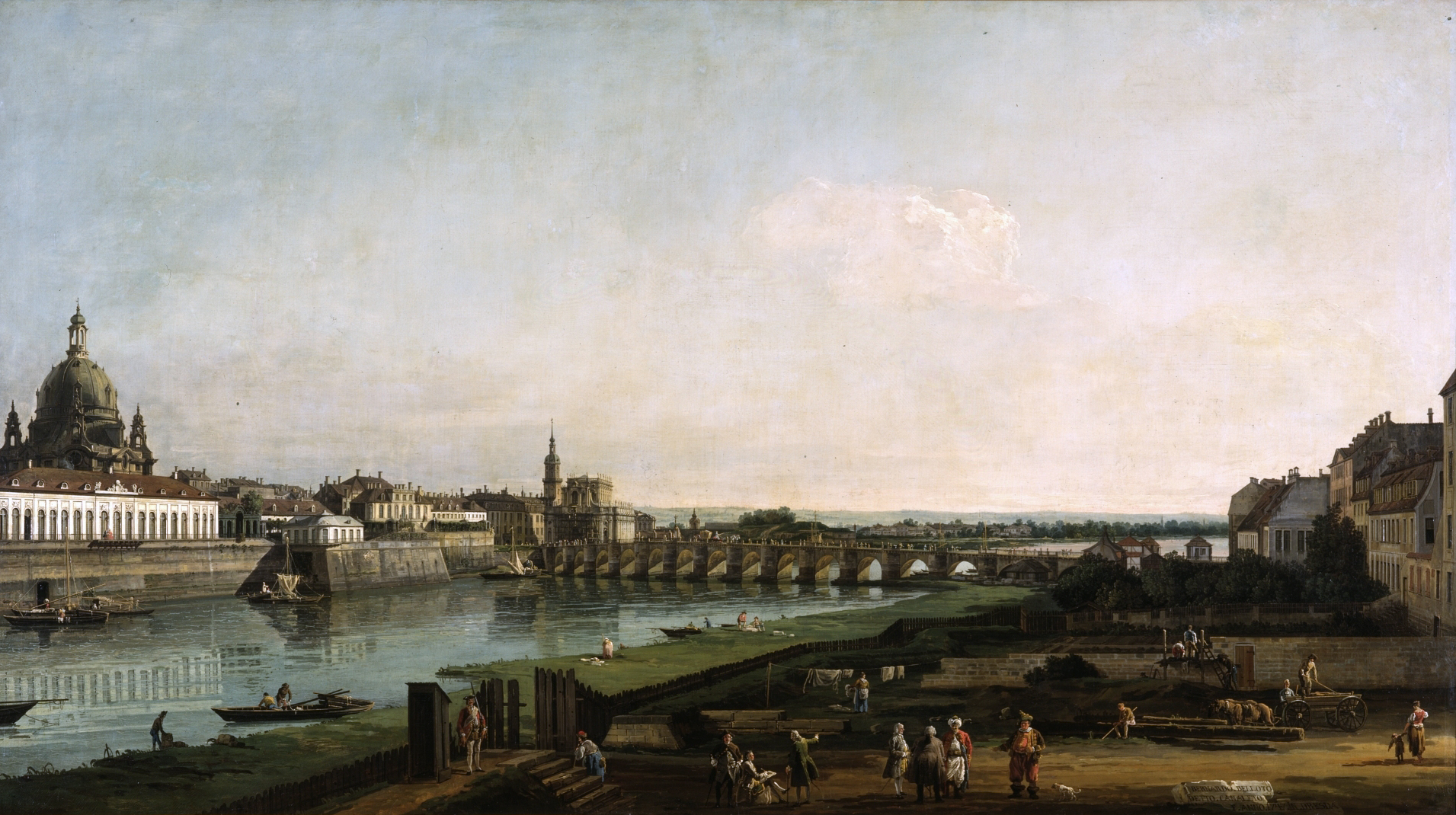
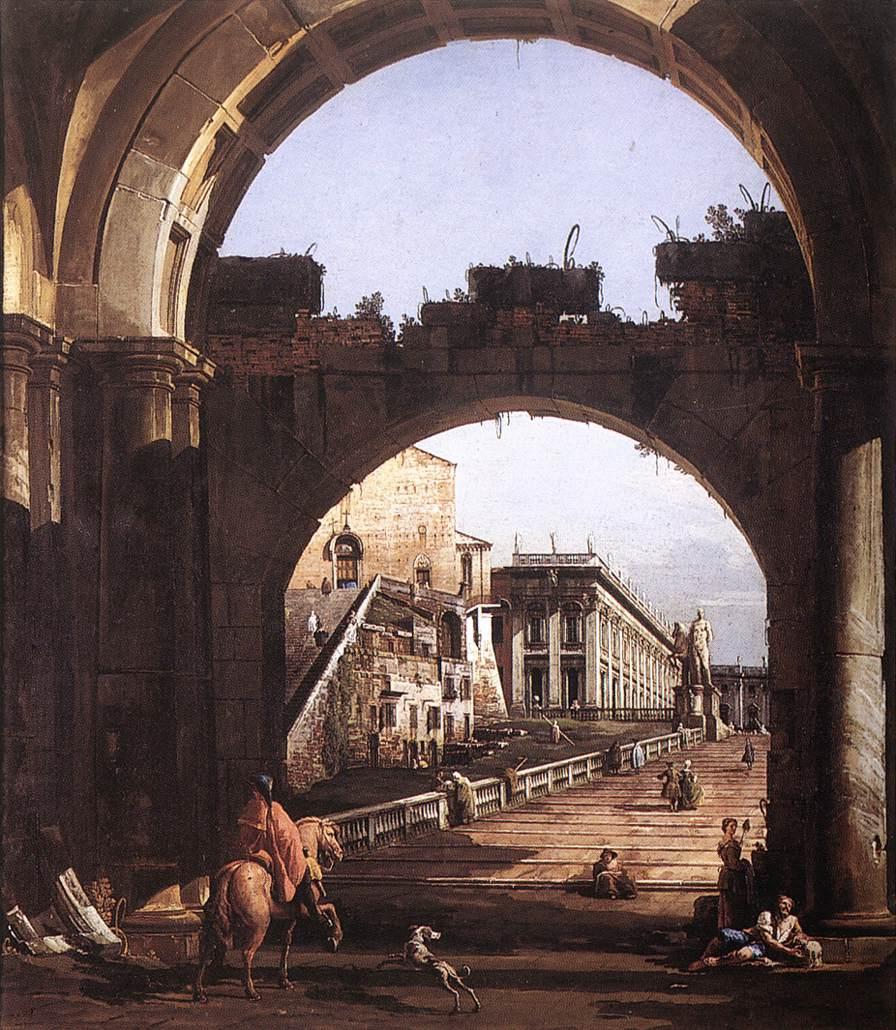
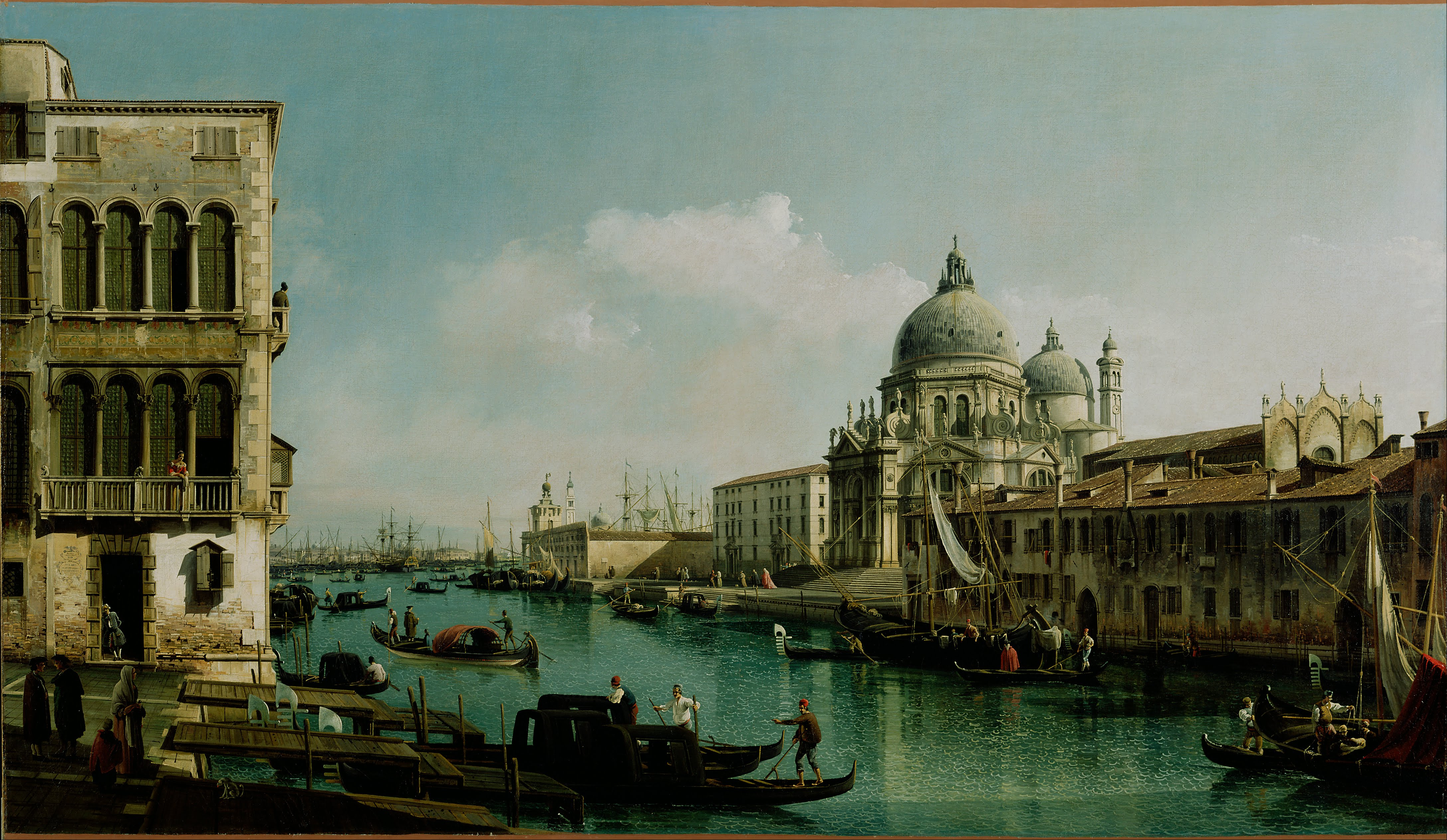
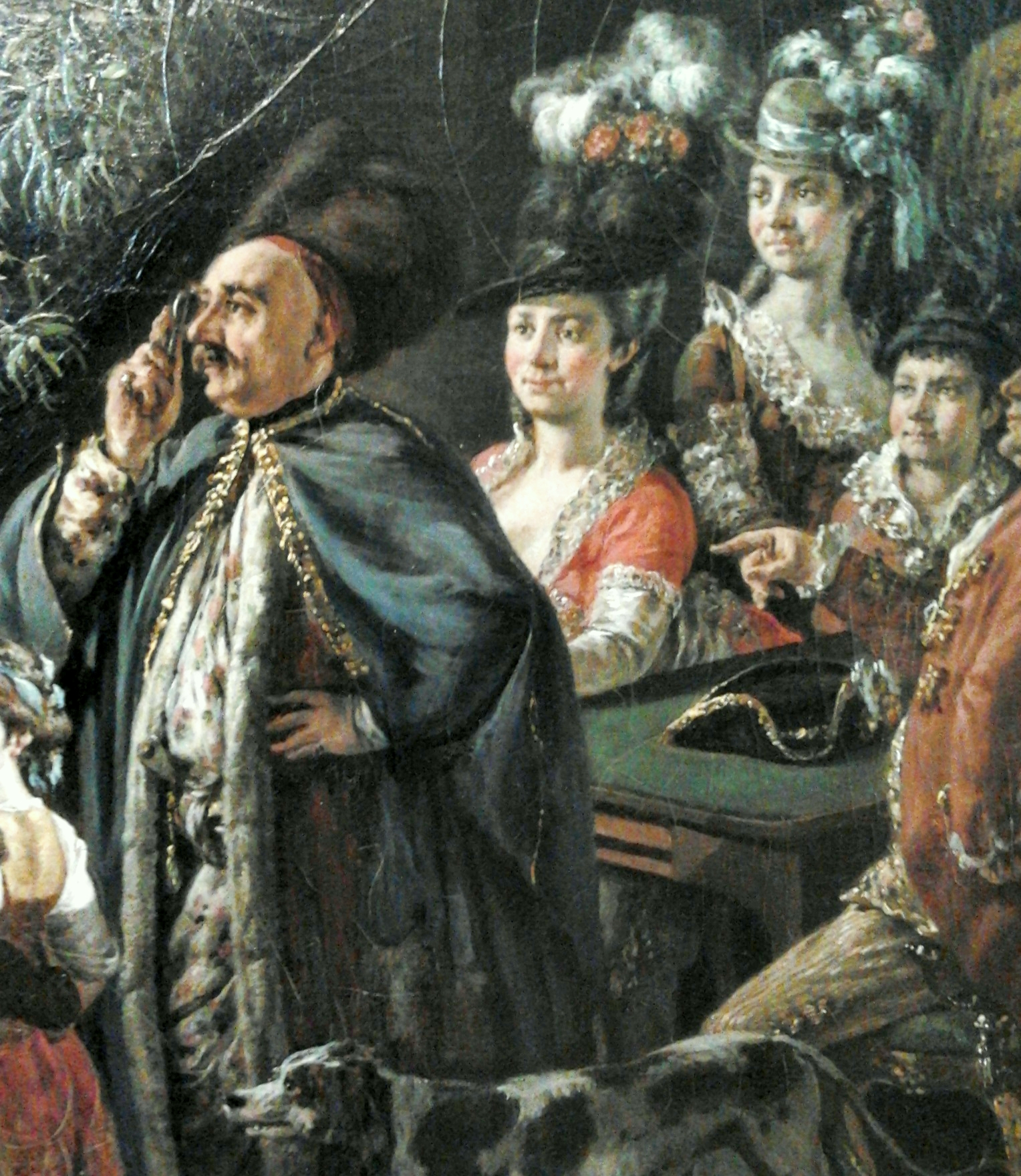